# Plagiochila colensoi
Plagiochila colensoi là một loài rêu trong họ Plagiochilaceae. Loài này được Hook. f. & T. Taylor mô tả khoa học đầu tiên năm 1846.
Danh pháp khoa học của loài này chưa được làm sáng tỏ. 